# Elektronisches Piano

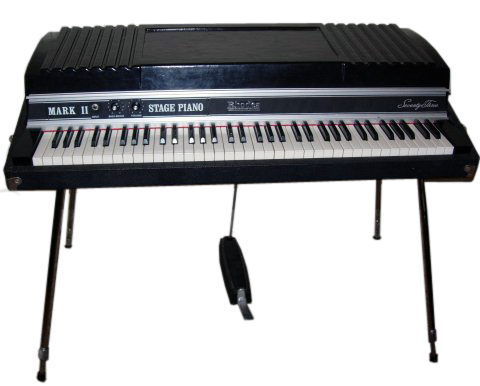
Elektromechanisches Piano: Rhodes, Mark II

Ein elektronisches Piano, kurz E-Piano (auch E-Klavier), im weiteren Sinne ist ein Klavier, bei dem der von einer Klaviatur über eine Mechanik initiierte Klang mit Hilfe von Elektrizität erzeugt oder verstärkt wird. Das geschieht auf elektrische, elektronische oder digitale Weise.
Im engeren Sinne bezeichnet elektronisches Piano nur jene Instrumente, bei denen die Klangerzeugung elektronisch erfolgt, ohne schwingende Medien (Saiten, Metallplatten, Blättchen etc.) zu verstärken.

## Begriffe
Klangerzeugung:
- Akustische (auch mechanische) Pianos erzeugen den Klang, indem ein über Klaviatur und Mechanik in Bewegung versetzter Hammer ein Medium (Saite, Metallplatte, Blättchen) in Schwingungen versetzt, die über einen Resonanzkörper (Resonanzboden) mechanisch verstärkt werden.
- Elektrische (auch elektromechanische oder elektroakustische) Pianos erzeugen den Klang auf die gleiche Weise wie ein akustisches Piano, das schwingende Medium wird aber nicht durch einen Resonanzboden verstärkt. Stattdessen verwandelt ein elektromagnetischer Tonabnehmer die Schwingung in ein elektrisches Signal, das von einem Verstärker verstärkt wird.[3]
- Elektronische Pianos verfügen über kein schwingendes Medium, das mechanisch oder elektrisch verstärkt würde. Stattdessen erzeugt der Tastendruck einen elektronischen Prozess, der direkt ein schwingendes Signal erzeugt.[3]
- Digitale Pianos verwenden ebenfalls kein schwingendes Medium zur Klangerzeugung. Stattdessen ruft der Tastendruck eine im Voraus bearbeitete oder aufgenommene Datei auf, ein Sample, das sämtliche Informationen über den zu erzeugenden Ton enthält. Die digitale Technologie ist heute die am meisten verbreitete und wird mittlerweile auch dazu verwendet, die Klänge der elektromechanischen Instrumente wiederzugeben.[4]

Arten von elektronischen Pianos: Im heutigen Sprachgebrauch wird meist zwischen E-Pianos, Digitalpianos und Synthesizern unterschieden:
- E-Pianos umfassen die elektronischen und besonders die elektrischen (elektromechanischen) Pianos. Sie stehen für den typischen E-Piano-Sound, wie er beispielsweise von Fender Rhodes, Wurlitzer, Hohner Clavinet und anderen Vintage Pianos erzeugt wird und in entsprechenden Musikstilen Verwendung findet.
- Mit Digitalpianos werden jene Instrumente bezeichnet, die versuchen, das akustische Klavier bezüglich Klang und Spielgefühl möglichst präzise nachzuahmen. Digitalpianos dienen als Klavierersatz. Der Begriff ist insofern etwas verwirrend, als heute bei den meisten Instrumenten (Synthesizer, Keyboards, u.v.m) die zu Grunde liegende Technologie digital ist.
- Synthesizer sind aus den elektronischen Instrumenten hervorgegangen. Sie haben in erster Linie das Ziel, Klänge zu generieren und zu verändern, obwohl man auf ihnen heute auch einfach nur „Klavier spielen“ kann. Es gibt analoge und digitale Synthesizer.

Elektronische Pianos sind historisch vom Klavier abgeleitet und nicht zu verwechseln mit den Elektronischen Orgeln (Heimorgeln) und Keyboards, die von der Orgel abgeleitet sind.

## Geschichte

### Elektromechanische Tasteninstrumente

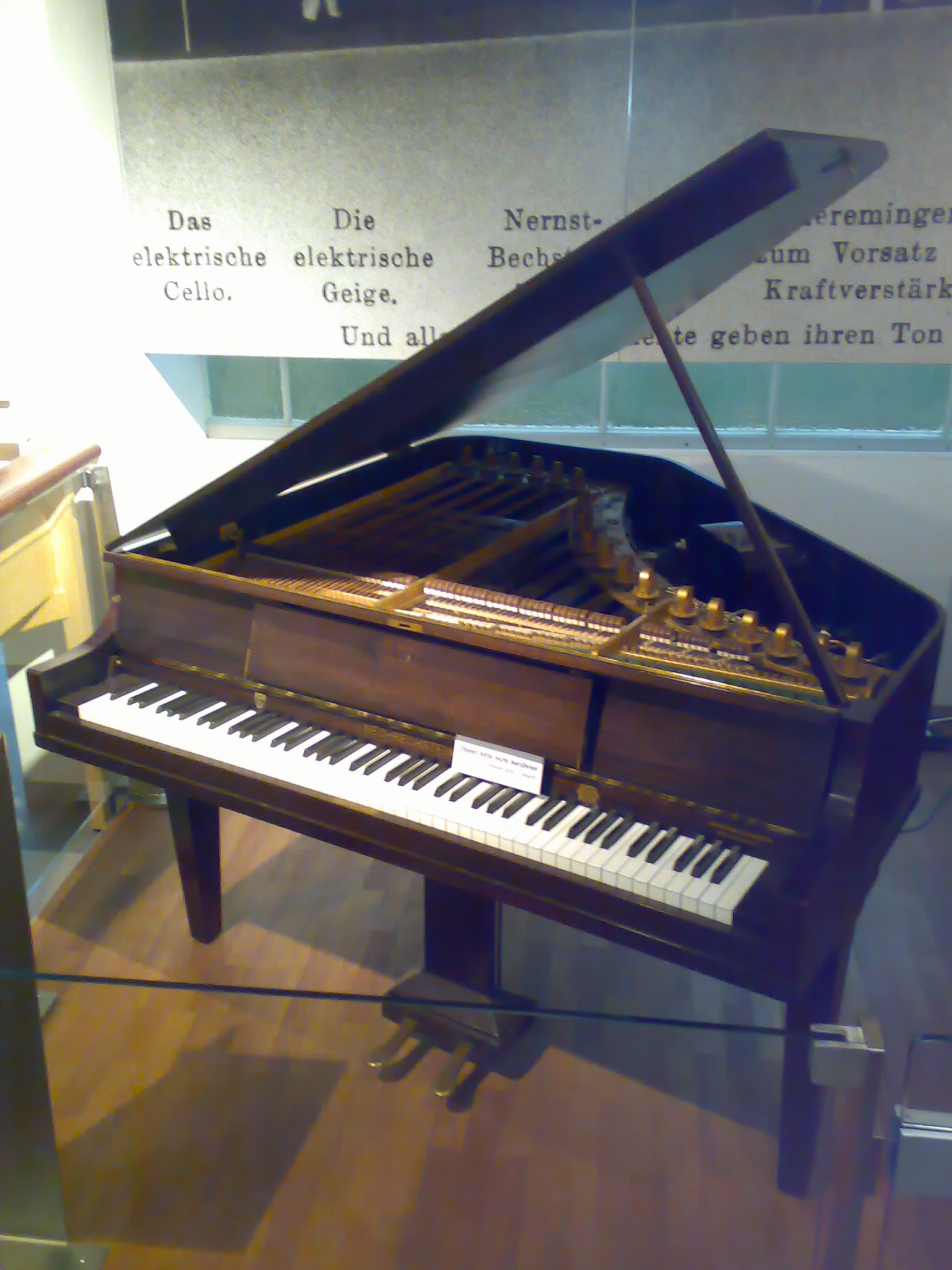
Neo-Bechstein-Flügel

Bereits Ende des 19. Jahrhunderts begann man damit zu experimentieren, die Elektrizität für Tasteninstrumente nutzbar zu machen. Damals ging es allerdings nicht darum, einen elektronischen Klavierersatz zu schaffen, sondern den natürlichen Klang der Saiten zu verlängern oder zu vergrößern. 1886 erfand Richard Eisenmann aus Berlin das Elektrophonische Klavier, bei dem Ströme und Elektromagnete so appliziert wurden, dass ein Ton so lange weiterklang, wie die Taste gedrückt blieb.
Einen ähnlichen Weg beschritt Eugen Singer aus Paris mit seinem Elektromagnetischen Sostente Piano 1891.
Die Basis für die weitere Entwicklung hin zum „wirklichen“ E-Piano bildete die Erfindung der Diode (1904), Triode (1906) und des Verstärkers (1907). 1928 erfand Joseph Béthenod in Paris ein auf Tonrädern basierendes Piano Électrique. In den Jahren 1928–1930 entwickelte Walther Nernst zusammen mit den Firmen Bechstein (Mechanik) und Siemens (Elektronik) ein unter den Namen Neo-Bechstein oder Bechstein-Siemens-Nernst-Flügel bekanntes elektroakustisches Piano, wobei die Saiten mit Mikrohämmern angeschlagen wurden und die Schwingungen induktiv mit Tonabnehmern aufgenommen, mit einem Röhrenverstärker verstärkt (und hinsichtlich Klangfarbe beeinflusst) und über Lautsprecher wiedergegeben wurden. Zahlreiche ähnliche Instrumente sollten in den folgenden Jahren folgen.
Ab 1954 war das Wurlitzer Electric Piano erhältlich, bei dem kleine schwingende Stahlzungen den Ton erzeugen, die gleichfalls durch eine Hammermechanik angeschlagen werden. Die Schwingung wird hier – als technische Besonderheit – kapazitiv abgenommen. 1964 wurde das Hohner-Clavinet vorgestellt, eine Art Clavichord mit eingebauten Tonabnehmern. Der Ton wird hier wie beim Vorbild Klavier durch Stahlsaiten erzeugt, die durch Hämmerchen angeschlagen werden. 1965 kam das Fender-Rhodes-Piano auf den Markt, bei dem die dünnere Seite (Stimmfeder) einer asymmetrischen Stimmgabel durch eine Hammermechanik angeschlagen wird. Zu jeder Stimmfeder gehört eine Tonabnehmerspule (induktive Tonabnahme).
Das Fender Rhodes, das Wurlitzer Electric Piano und das Hohner Clavinet sind auf zahllosen Musikproduktionen im Bereich des Rock, Pop und Jazz der 1960er bis 1980er Jahre zu hören. In aktuellen Popproduktionen ist der Klang des Fender Rhodes wieder verstärkt zu hören, wenngleich er hierbei meistens aus Samplern usw. stammt. Der Klang dieser Geräte reicht von „glockig“ (Fender Rhodes) bis „drahtig perkussiv“ (Hohner Clavinet) und kann zusätzlich durch Effektgeräte wie Leslie, Chorus, Tremolo, Phaser oder Wah-Wah verfremdet werden.

### Elektronische Tasteninstrumente

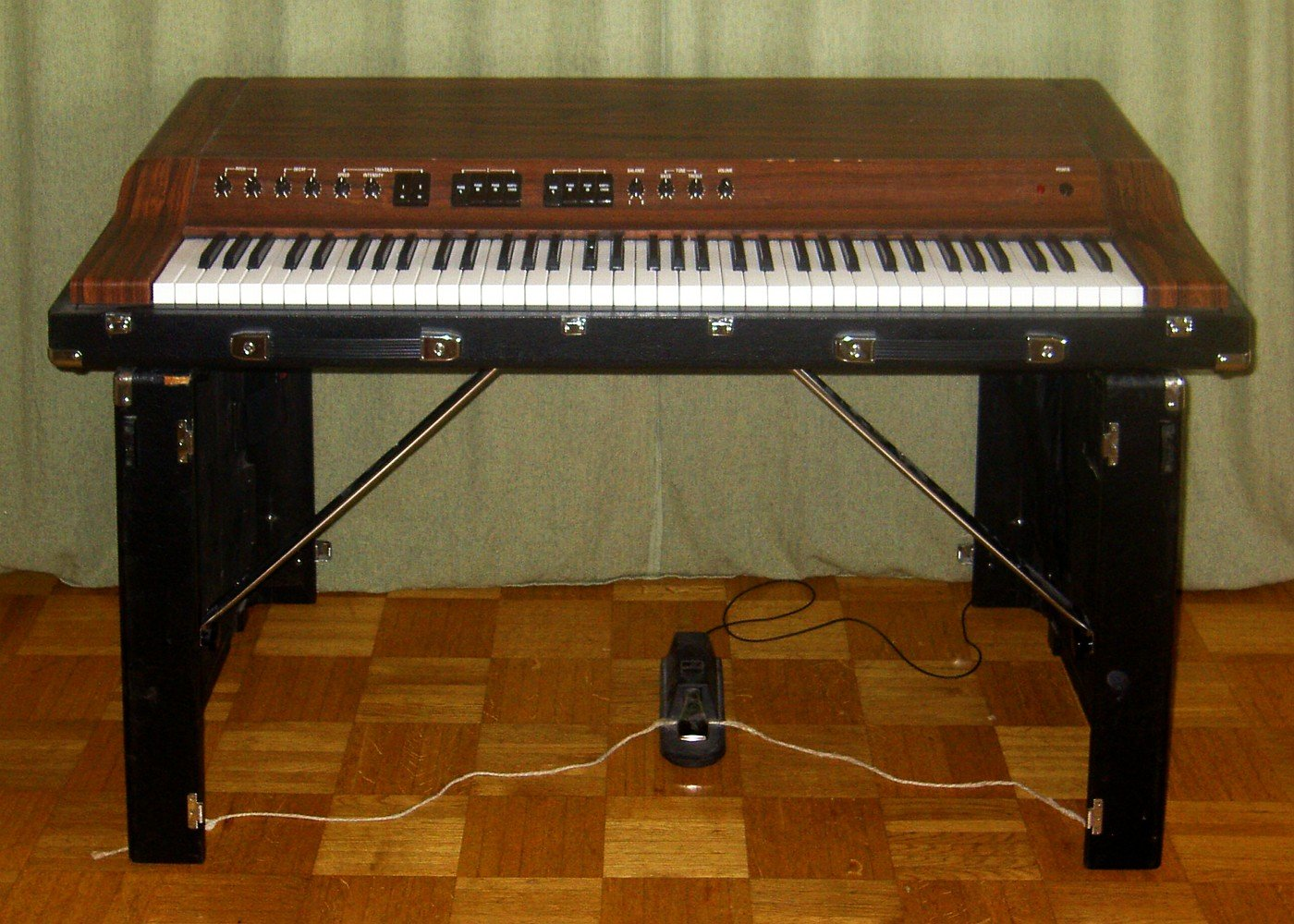
Yamaha CP-30

Lee De Forest, der Erfinder des Verstärkers, entwickelte 1915 das Konzept zu einem Audion Piano genannten, elektronischen Instrument, von dem allerdings nicht bekannt ist, ob es jemals produziert wurde. Mit verschiedenen elektronischen Pianos wurde in der Folge experimentiert. Den entscheidenden Durchbruch dieser Technologie bildete allerdings die Erfindung des Transistors 1947. Es sollte noch einige Jahre dauern, bis in der Mitte der 1970er Jahre die ersten vollelektronischen Pianos auf den Markt kamen. Im CP-30 von Yamaha wurden die Frequenzen der einzelnen Töne durch digitale Zählerbausteine ermittelt; den so entstandenen Rechteckwellen wurde durch aufwändige, analoge Filter ein klavierähnlicher Klang verliehen. Es war die Geburtsstunde der Synthesizer.
In den 1980er Jahren wurde zunehmend der Yamaha DX7-Synthesizer dank seines neuartigen, aber dennoch klavierartigen Klanges der bühnenbeherrschende Klavierersatz. Insbesondere aus der Popmusik der 1980er Jahre ist der Klang des DX7 nicht wegzudenken.

### Digitale Tasteninstrumente
Zu Beginn der 1990er Jahre hielt die Samplingtechnologie Einzug in die Musiktechnik. Damit wurde es erstmals möglich, den komplexen Klavierklang naturgetreu wiederzugeben. Preiswerte Sampleplayer wie beispielsweise der Roland U-20 machten transportable und endlich auch authentisch klingende Klavierklänge für fast jeden Musiker erschwinglich. Es ist die Geburtsstunde der modernen Digitalpianos. Zur Klangerzeugung wird meistens das PCM-Verfahren verwendet. Moderne Digitalpianos verwenden heute zudem sogenanntes physical modelling, bei dem die Klangerzeugung mittels digitaler Berechnung physikalischer Parameter (Schwingen der Seite, Verhalten der Tonabnehmer usw.) erfolgt. Der Vorteil hierbei ist, dass große Samples nicht erst in den RAM geladen werden müssen, sondern schnell hochwertige unkomprimierte Sounds erzeugt werden können. Die Resultate sind vor allem bei der Nachbildung elektrischer Pianos beachtlich. Des Weiteren verfügen alle modernen Digitalpianos über MIDI- und/oder sonstige PC-Schnittstellen (beispielsweise USB).

#### Digitalpianos
Digitalpianos versuchen, Klang und Spielgefühl von akustischen Klavieren möglichst authentisch wiederzugeben. Meistens sind sie mit einer 88-Tasten-Klaviatur ausgestattet, die dem Pianisten das Spielgefühl eines echten Pianos vermitteln. Spezielle kompakte Mechaniken simulieren das Anschlagsgefühl (Spielschwere) einer traditionellen Klaviermechanik. Dies führt allerdings dazu, dass die Geräte wieder größer und vor allem schwerer werden. Für den Klavierspieler sind folgende Vorteile von Digitalpianos erwähnenswert: Die Möglichkeit, mit Kopfhörer zu spielen, das geringe Gewicht der Instrumente, die stets perfekte Stimmung, der günstige Preis sowie bei den meisten Modellen die Möglichkeit, Aufnahmen zu machen, ein integriertes Metronom zu benutzen oder diverse andere Klänge (Kirchenorgel, Cembalo) zu spielen.
Man unterscheidet folgende Arten von Digitalpianos, abhängig von ihrem primären Verwendungszweck:

##### Homepianos

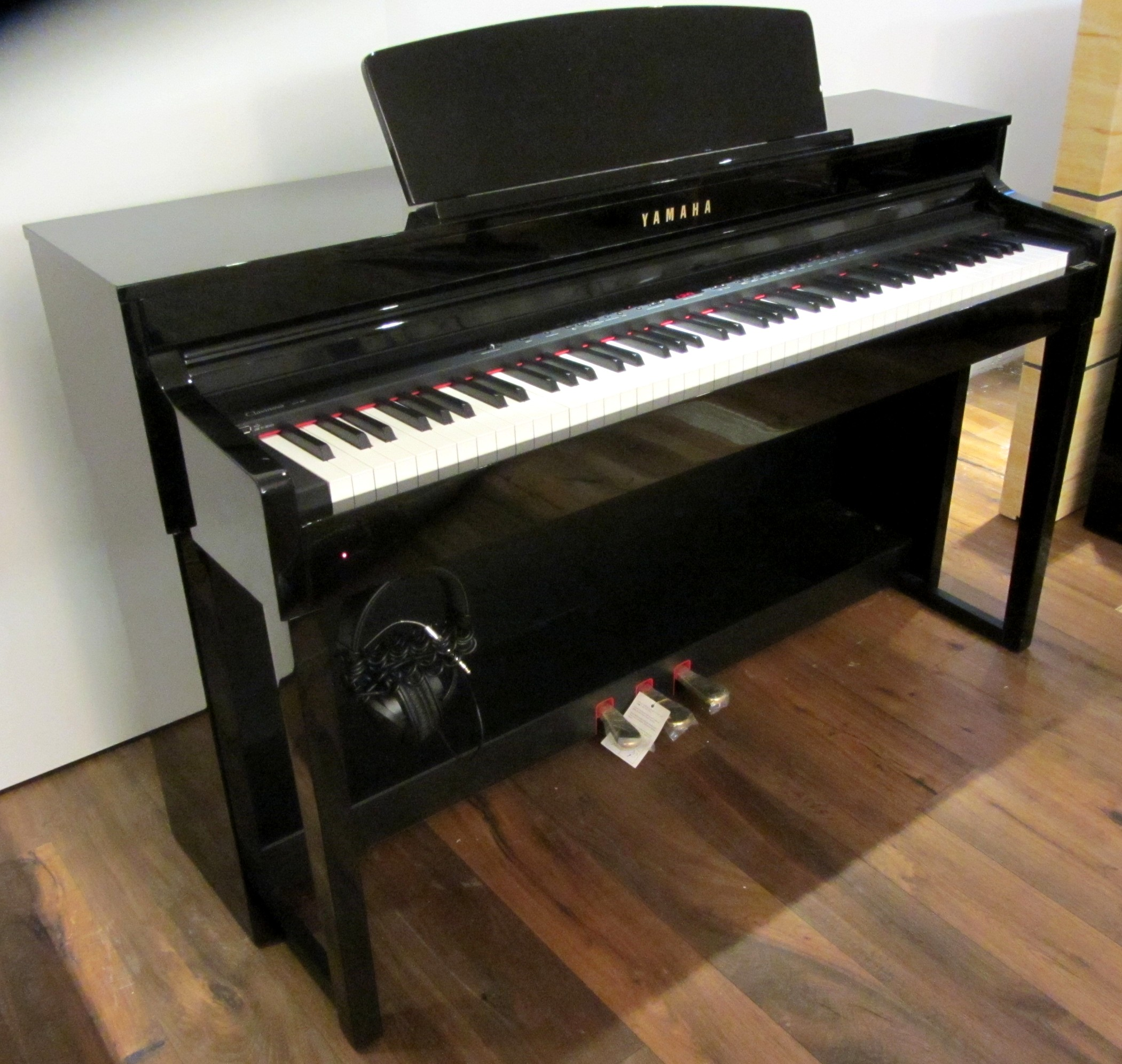
Typisches, modernes Homepiano, Yamaha Clavinova CLP-480PE

Die Geräte für den Hausgebrauch besitzen in der Regel eingebaute Lautsprecher und werden als Homepianos bezeichnet (englisch: home = Heim, Wohnung). Hier finden sich meistens Gehäuse aus Faserplatten, die mit schwarzem Laminat oder Holzfurnier (-imitation) belegt sind. Sie sollen sich optisch ins heimische Ambiente einfügen und einfach zu bedienen sein. Für den Transport müssen sie meistens zerlegt werden, das kastenförmige Oberteil enthält die Tastatur und die gesamte Elektronik. Die drei Pedale und die Lautsprecher sind oft im separat konstruierten Ständer integriert. Das Gesamtgewicht dieser Geräte liegt zwischen 25 und 80 Kilogramm.

##### Stagepianos
Bei Instrumenten für Bühnenauftritte (englisch: stage = Bühne), den sogenannten Stagepianos, fehlen Lautsprecher, oder diese haben nur die Funktion eines Kontroll-Monitors für den Musiker und dienen nicht zur Beschallung des Publikums. Stagepianos sind auf Transportierbarkeit und Robustheit optimiert. Zielgruppe sind vor allem Live-Musiker. Das Gehäuse ist meistens schwarz oder silber und überwiegend aus Metall. Die Geräte wiegen zwischen 7,8 und 38,2 Kilogramm, je nach Art der Tastatur und Gewicht eventuell integrierter Lautsprecher. Zur Beschallung ist ein Keyboard-Verstärker (Combo) oder ein PA-System notwendig. Im heimischen Bereich kann stattdessen auch eine HiFi-Anlage oder Aktivlautsprecher verwendet werden. Stagepianos werden wegen ihres schlichten „neutralen“ oder „technischen“ Designs auch zunehmend in Wohnzimmern aufgestellt und werden zu diesem Zweck von den Herstellern als Compact Pianos oder Style Pianos vermarktet.

##### Ensemble Digitalpianos (Piano-Workstations)
Diese Multifunktions-Pianos sind sowohl in der Stagepiano- als auch in der Homepiano-Bauart verfügbar und bieten neben den herkömmlichen Digitalpiano-Merkmalen oft über hunderte zusätzlicher Klänge, Begleitrhythmen, Begleitautomatik, Mehrspur-Sequenzer, Synthesizer-Funktionen, et cetera. Zielgruppen sind Alleinunterhalter, Komponisten, Technikverliebte und Klangdesigner.

### Hybrid-Pianos

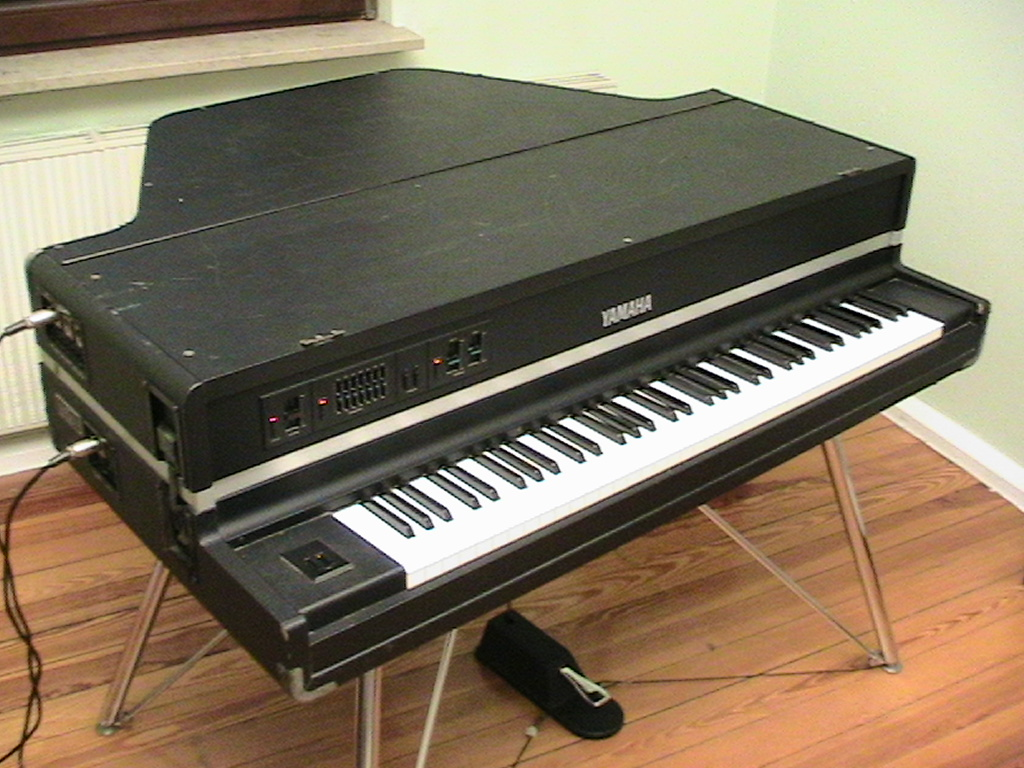
Yamaha CP-70M

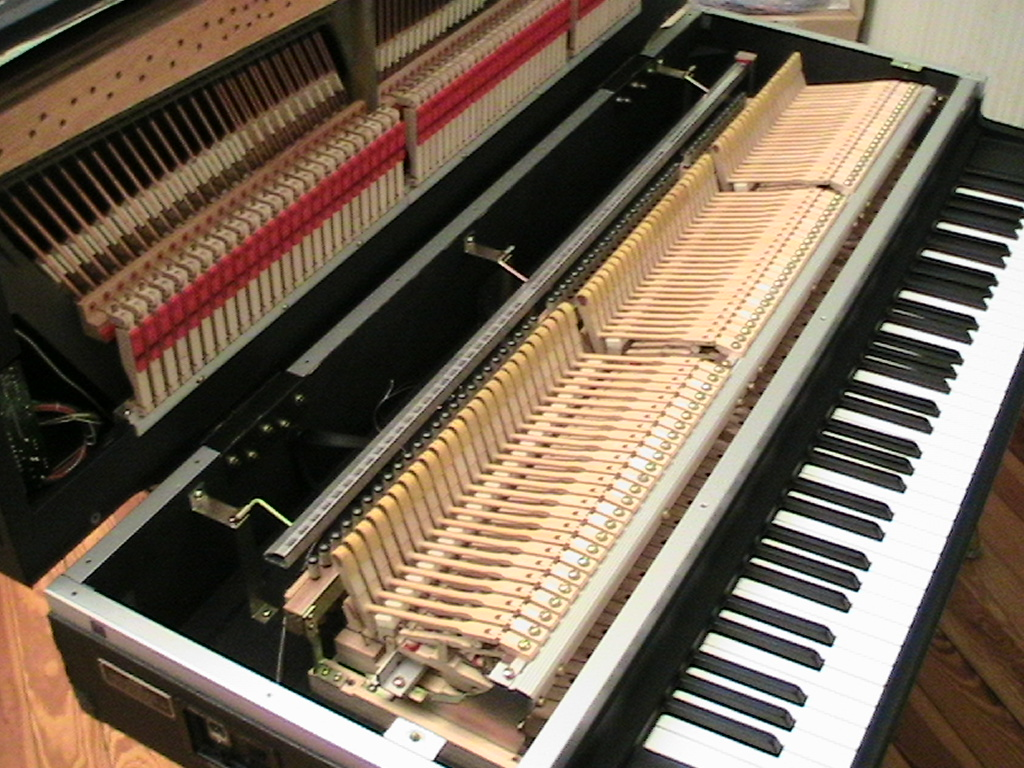
Geöffnete Yamaha CP-70M

Hybrid-Pianos sind eine Kombination zwischen akustischen und elektronischen Pianos. Es gibt zwei Varianten: Entweder man baut elektronische Komponenten in ein akustisches Piano ein (zum Beispiel Yamaha Silentpiano oder Kawai Anytime), oder man verwendet Elemente (meist die Mechanik) akustischer Pianos in einem elektronischen Instrument (zum Beispiel Yamaha AvantGrand). Ziel ist es, die Vorteile der jeweils anderen Kategorie nutzbar zu machen. Beide Varianten sind heute äußerst beliebt.
Erste Vertreter dieser Gattung waren die Yamaha CP-Serie und das Kawai EP 308 und EP 608, die 1977 auf den Markt kamen. Diese in ihrer Form an Flügel oder Klaviere angelehnten Geräte besitzen wie ein akustisches Piano Saiten, die allerdings kürzer als die vom Original sind, außerdem besitzen sie keinen oder einen kleineren Resonanzkörper. Der ohne Verstärkung ziemlich leise Ton wird über ein Piezo-Tonabnehmersystem abgenommen, durch Analogfilter in Klang und Ton angereichert und zuletzt über ein Lautsprechersystem verstärkt. Die Verwendung leichterer Materialien, zum Beispiel Kunststoff statt Holz, und die auf Grund der kleineren Tonerzeugungsmechanik leichtere und billigere Bauart führten zum ersten gut transportablem und günstigen Klavierersatz, der in den 1980ern von vielen Künstlern der Popularmusik genutzt wurde.
Prinzipiell lässt sich jedes akustische Piano durch Einbau einer Stoppleiste und Elektronik zu einem Hybridpiano nachrüsten, so dass man mit Kopfhörern spielen kann; Lautsprecher werden bei solchen Lösungen nicht verbaut, sie lassen sich aber häufig extern verbinden. Im Gegensatz zu den klassischen Digitalpianos werden bei den Silent Pianos die Hammerköpfe jedoch vor den Saiten gestoppt, so dass das akustische Instrument stumm bleibt. Mittels optischen oder piezoelektrischen Sensoren wird ein MIDI-Signal erzeugt und anschließend eine gesampelte Tonausgabe generiert. Solche Geräte werden beispielsweise vermarktet als C. Bechstein VARIO, Kawai Anytime, Seiler DuoVox, Schimmel twintone, Yamaha Silent Pianos (zum Beispiel V 118 N-TS E/P) oder Disklavier mit Silent-Funktion.

### Portable-Pianos / Keyboards
Portable-Pianos sind Stage-Pianos mit mindestens 61, meistens 76 Tasten, die mit den Qualitäten eines Keyboards kombiniert sind. Da als Material in der Regel Kunststoff verwendet wird, sind sie leicht und somit gut transportabel. Neben Anschlüssen für den Bühneneinsatz wird in dieser Instrumentenkategorie inzwischen auch Wert gelegt auf Zusatz-Features wie ein um Schlagzeug-Pattern erweitertes Metronom oder Player-Fähigkeiten. Auch rudimentäre Masterkeyboard-Funktionen sind zu finden. Portable-Pianos verfügen gelegentlich auch über eine Begleitautomatik und eine relativ große Anzahl verschiedener Klangfarben (Sounds). Da ein geringes Gewicht angestrebt wird, verfügen einige Modelle über keine Hammermechanik. Spezielle Keyboards, die bestimmte Instrumente nachahmen sollen (Hammond-Orgel, Fender Rhodes), verzichten bewusst auf eine Hammermechanik.

### Modularsysteme
Für den ambitionierten Musiker eignet sich auch die Modularisierung. Man beschafft sich ein (möglichst hochwertiges) Masterkeyboard, ein Soundmodul bzw. Software die auf Klavierklänge spezialisiert ist und gegebenenfalls eine Verstärkeranlage.
Nachteil ist allerdings, dass eine genaue Anpassung der Tastatur an den Klangerzeuger mittels passender Anschlagsdynamikkurve meist nicht perfekt möglich ist und somit die Ausdrucksfähigkeit leidet.

## Hersteller
Hersteller von elektronischen Pianos sind unter anderem Blüthner, Casio, Clavia (Nord), Dexibell, Generalmusic, Hemingway Pianos, Kawai, Ketron, Korg, Kurzweil, M-Audio, Medeli, Orla, Roland und Yamaha.

## Bekannte Musikstücke mit E-Piano-Einsatz
- Fender Rhodes:
  - Herbie Hancock: „Chameleon“
  - Billy Joel: „Just the Way You Are“
  - Stevie Wonder: „You Are the Sunshine of My Life“
  - The Doors: „Riders on the Storm“
- Hohner Clavinet:
  - Commodores: „Machine Gun“, „Young Girls Are My Weakness“
  - Foreigner: „Urgent“
  - Stevie Wonder: „Superstition“
- Hohner Electra Piano:
  - Led Zeppelin: „Stairway to Heaven“, „Down By the Seaside“, „No Quarter“
- Hohner Pianet (N):
  - The Beatles: „The Night Before“, „You Like Me Too Much“, „I am the Walrus“
  - The Guess Who: „These Eyes“
  - Herman’s Hermits: „I’m Into Something Good“
  - Led Zeppelin: „Misty Mountain Hop“
  - The Zombies: „She’s Not There“
- Wurlitzer Electric Piano 200 A:
  - Queen: „You’re My Best Friend“ (aus dem Album A Night at the Opera)
  - Supertramp: „Bloody Well Right“, „Dreamer“, „Breakfast in America“, „The Logical Song“, „Goodbye Stranger“
  - TLC: „Waterfalls“
  - Stereo MCs: „Shameless“

## Akustische Klaviere im Vergleich zu elektronischen Pianos
Aufgrund immer wieder verbesserter Sampletechnologie ist vor allem die Klangqualität der „Unterklasse“ von Digitalpianos seit etwa 2000 verbessert worden; jährlich werden weitere technologisch entscheidende Fortschritte gemacht. Die „Oldtimer“ aus den 1980/90er Jahren teilen sich in unausgereifte („schlecht klingende“) Instrumente und spezielle „Kultobjekte“, deren jeweils spezifischen Klang man gerne haben möchte.
Für ein gutes Klavier spricht der originale Klang und das authentische Spielgefühl, ein im Vergleich zum Digitalpiano geringerer Wertverlust, bei Sammlerstücken eventuell sogar eine Wertsteigerung und dass die Mechanik nicht so schnell verschleißt. Erst neuere Digitalpianos können den Resonanzeffekt bei gedrücktem Haltepedal vermitteln, der den Zuhörer die freie Schwingung von etwa 230 Saiten erleben lässt. Bei einem älteren Digitalpiano klingen in diesem Fall nur die gerade angeschlagenen Töne weiter, aber nicht auch die resonierenden Töne, wie dies bei einem akustischen Instrument der Fall ist.
Für ein gutes Digitalpiano spricht die kostengünstige Anschaffung und der Unterhalt, keine Wartungskosten (insbesondere für die Klavierstimmung), keine Klimatisierungskosten (Luftbefeuchtung, Raumtemperatur), die relative Mobilität und Portabilität, die Platzersparnis, die Lautstärkeregelung und der Kopfhöreranschluss (in der Regel für zwei Kopfhörer), präzise Intonation und hochwertige Klangqualität, die Flexibilität aufgrund mehrerer eingebauter Klänge, leichte Anschluss- und Aufnahmemöglichkeit über analoge und digitale Schnittstellen, und Zusatzmerkmale wie eingebautes Metronom, zusätzliche Klänge und Effekte wie zum Beispiel Nachhall, oder Delay, Sequenzer, skalierbare Anschlagsdynamik, Transponierbarkeit, unterschiedliche Stimmungen (wie zum Beispiel gleichstufig, rein, pythagoreisch, mitteltönig oder wohltemperiert wie nach Johann Philipp Kirnberger oder Andreas Werckmeister) bis hin zur „Leuchttasten-Pädagogik“.
Wichtige Qualitätskriterien sind:
- die Tastenanzahl (wenigstens 76, üblicherweise 88 Tasten mit Hammermechaniksimulation) und vor allem
- die Polyphonie, die bei wenigstens 64, besser 96 Stimmen (das heißt 48 Stereo-Stimmen) liegen sollte. Moderne Digitalpianos bieten bis zu 256-stimmige Polyphonie, die bei fortgeschrittenen Werken wichtige Grundlage für realistische Klangräume sein können.

Nachteile sind die der Elektronikgeräte allgemein:
- Abhängigkeit von einer Stromversorgung.
- Bei einfachen Instrumenten ohne Holztasten können die verwendeten Kunststoffe durch flüchtige Weichmacher brüchig werden.
- Elektrische Bauelemente können versagen, und bei der Komplexität moderner Geräte ist die Fehlersuche und Reparatur häufig nicht wirtschaftlich. Vor allem bei Billigprodukten können Restchemikalien zerstörend wirken.
- Bei einfachen Instrumenten ohne berührungslose Lichtschranken können aus billigen Materialien hergestellte Kontakte verschmutzen und dadurch Störungen erzeugen.

Aber auch „echte“ Klaviere haben zahlreiche Nachteile:
- Die Instrumente verstimmen sich durch die mechanische Beanspruchung beim Spielen.
- Holz kann durch trockene Luft schrumpfen, dadurch können sich die Wirbel lockern, sodass das Klavier immer öfter gestimmt werden muss.
- Holz kann durch feuchte Luft quellen, sodass die Tastenmechanik verklemmen kann.
- Mechanische Federn können ermüden oder brechen.
- Die Filzbeläge auf den Hämmern verschleißen und müssen erneuert und intoniert werden.
- Klaviere können nur mit großem logistischen Aufwand transportiert werden.
- Eine Stummschaltung für akustische Klaviere ist kostspielig und aufwendig.

## Kritik
Digitalpianos sind unter Pianisten umstritten. Es wird oft das Argument ins Feld geführt, dass Spielgefühl und Lebendigkeit eines Digitalpianos nicht die eines Klaviers erreichen. Viele Pianisten halten die Interpretation von Klaviermusik auf einem elektronischen Instrument für nicht musizierbar beziehungsweise nicht hinreichend klangvoll, da vor allem bei etwas älteren Digitalpianos die musikalische Ausdrucksfähigkeit an technische Grenzen stößt. Mitunter wird eine individuelle ästhetische Meinung, eine technologische Realisierbarkeit und eine wirtschaftliche Möglichkeit unabgegrenzt nebeneinander diskutiert. Meist jedoch stammen diese Einschätzungen aus länger zurückliegenden Erfahrungen mit älteren Digitalpianos.
Moderne und hochwertigere Instrumente finden mittlerweile zum Üben auch bei Konzertpianisten immer mehr Anhänger. Bei klassischen Konzerten werden sie bisher noch kaum benutzt, bei Konzerten mit Bühnentechnik und Lautsprecherwiedergabe werden Stagepianos heute jedoch schon häufig eingesetzt.